# Pedro Solberg
Pedro Salgado Collett Solberg (Rio de Janeiro, 27 marzo 1986) è un giocatore di beach volley brasiliano.

## Palmarès

### Mondiali
- 1 medaglia:
  - 1 bronzo (L'Aia 2015)